# 1976年夏季奥林匹克运动会黎巴嫩代表团
1976年夏季奥林匹克运动会黎巴嫩代表团是黎巴嫩派出的1976年夏季奥林匹克运动会代表团。